# 阿穆埃耶斯港
阿穆埃耶斯港（西班牙語：Puerto Armuelles）是巴拿马太平洋沿岸的一座城市，位于奇里基省西部，紧邻哥斯达黎加。阿穆埃耶斯港是奇里基省第二大城市，人口接近25000, 并拥有两座深水港，一座用于香蕉运输，一座用于石油。